# Света Петка (код Еанија)
Света Петка (грчки: Αγία Παρασκευή, Аја Параскеви) је насељено место у саставу општине Кожани, округ Кожани, у периферији Западна Македонија, Грчка.

## Географија
Село Света Петка налази се на планини Црвена Гора (Вуринос), око 13 километара од града Кожана.

## Историја

### Византијски период
У близини села се налази важна ранохришћанска базилика из 6-ог века. До савремене цркве "Света Петка" налази се храм из византијске епохе.

### Османски период
На крају 19. века Света Петка је грчко хришћанско село у јужном делу Кожанске казе Османске империје. То је једно од малобројних села која нису обухваћена у статистикама службеника Бугарске егзархије Васила К'нчова и публицисте Димитра Мишева.
По подацима грчког конзулата у Еласони из 1904. године, у селу Света Петка живи 100 православних Грка. По грчким подацима из 1910. године, у селу живи 190 елинофоних православних Грка.

### После Балканских ратова
У Првом балканском рату 1912. године, село ослобађа грчка војска. После Другог балканског рата, договорима око поделе османске Македоније село улази у састав Краљевине Грчке.
Данас у селу живи 677 становника. Село има основну школу. Мештани посебно обележавају празник Лазаревдан уз прославе и разне старе обичаје.